# ダニー・グローヴァー
ダニー・グローヴァー（Danny Glover, 1946年7月22日 - ）は、アメリカ合衆国の俳優。カリフォルニア州サンフランシスコ出身。
身長192cm。名前の発音はダニー・グラヴァーの方が原音に近い。

## 経歴
サンフランシスコ州立大学などで演技を学び、昼間は市の仕事をしながら下積み生活を送る。やがてブロードウェイに進出してシアター・ワールド賞を受賞。その後も多くの舞台に立ちながら1979年に『アルカトラズからの脱出』で映画デビュー。1984年に『プレイス・イン・ザ・ハート』の農夫を演じて以降、『カラーパープル』『刑事ジョン・ブック 目撃者』『シルバラード』など映画でのキャリアを積み名傍役としての評価を上げると、1987年の『リーサル・ウェポン』で一躍ハリウッド・スターの仲間入りを果たし、『プレデター2』などでは主演も務めた。
1975年に結婚。一女がいる。
1994年、劇団「ロビー・シアター・カンパニー」を俳優ベン・ギロリと共同で、カリフォルニア州ロサンゼルスに設立した。多文化主義の演劇と後進の育成にも力を注いでいる。
2008年にはカナダでデモ中に不法侵入で逮捕されている。2010年には不公正な商取引方法に抗議するデモに参加中、不法侵入で逮捕された。
2022年3月、初のオスカー受賞となるジーン・ハーショルト友愛賞（第94回）が授与された。

## 出演作品

### 映画
| 公開年 | 邦題 原題                                                                      | 役名                       | 備考                                            | 吹き替え                                                                       |
| ------ | ------------------------------------------------------------------------------ | -------------------------- | ----------------------------------------------- | ------------------------------------------------------------------------------ |
| 1979   | アルカトラズからの脱出 Escape from Alcatraz                                    | 囚人                       |                                                 |                                                                                |
| 1984   | アイスマン Iceman                                                              | ローミス                   |                                                 | 辻親八                                                                         |
| 1984   | プレイス・イン・ザ・ハート Places in the Heart                                 | モーゼス                   |                                                 | 不明（JAL機内上映版）                                                          |
| 1985   | 刑事ジョン・ブック 目撃者 Witness                                              | マクフィー                 |                                                 | 内海賢二（フジテレビ版） 池田勝（テレビ朝日版）                                |
| 1985   | シルバラード Silverado                                                         | マル                       |                                                 | 麦人（フジテレビ版） 関口雄吾（Netflix版）                                     |
| 1985   | カラーパープル The Color Purple                                                | アルバート                 |                                                 | 田中信夫                                                                       |
| 1987   | リーサル・ウェポン Lethal Weapon                                               | ロジャー・マータフ         |                                                 | 田中信夫（TBS版） 池田勝（テレビ朝日版、追加録音版）                           |
| 1988   | バット★21 Bat*21                                                               | バーソロミュー・クラーク   |                                                 | 池田勝（VHS版） 樋浦勉（TBS版）                                                |
| 1989   | デッド・マン・アウト Dead Man Out                                              | アレックス・マーシュ       |                                                 |                                                                                |
| 1989   | リーサル・ウェポン2/炎の約束 Lethal Weapon 2                                   | ロジャー・マータフ         |                                                 | 小林勝彦（ソフト版） 田中信夫（TBS版） 池田勝（テレビ朝日版、追加録音版）      |
| 1990   | To Sleep with Anger                                                            | ハリー                     | インディペンデント・スピリット賞主演男優賞 受賞 |                                                                                |
| 1990   | プレデター2 Predator 2                                                         | マイク・ハリガン警部補     |                                                 | 内海賢二（ソフト版） 池田勝（テレビ朝日版）                                    |
| 1991   | イントルーダー 怒りの翼 Flight of the Intruder                                 | フランク・カンパレリ中佐   |                                                 | 田中信夫（ソフト版） 内海賢二（テレビ朝日版）                                  |
| 1991   | レイジ・イン・ハーレム A Rage in Harlem                                        | イージー・マネー           |                                                 | （吹き替え版なし）                                                             |
| 1991   | ピュア・ラック Pure Luck                                                       | レイモンド                 |                                                 |                                                                                |
| 1991   | わが街 Grand Canyon                                                            | サイモン                   |                                                 | 内海賢二                                                                       |
| 1992   | リーサル・ウェポン3 Lethal Weapon 3                                            | ロジャー・マータフ         |                                                 | 坂口芳貞（ソフト版） 池田勝（テレビ朝日版、追加録音版） 田中信夫（機内上映版） |
| 1993   | 聖者の眠る街 The Saint of Fort Washington                                      | ジェリー                   |                                                 | 坂口芳貞（VHS版）                                                              |
| 1993   | ボッパ Bopha!                                                                  | Micah Mangena              |                                                 |                                                                                |
| 1994   | オーバーライド-劇走- Override                                                  | N/A                        | 監督                                            | N/A                                                                            |
| 1994   | マーヴェリック Maverick                                                        | 銀行強盗                   | クレジットなし                                  |                                                                                |
| 1994   | エンジェルス Angels in the Outfield                                            | ジョージ・ノックス         |                                                 | 池田勝                                                                         |
| 1995   | ダンボドロップ大作戦 Operation Dumbo Drop                                      | サム・ケイヒル大尉         |                                                 | 池田勝                                                                         |
| 1996   | NO EXIT 海上の惨劇 Deadly Voyage                                               | N/A                        | 製作総指揮                                      | N/A                                                                            |
| 1997   | ゴーン・フィッシン' Gone Fishin'                                               | ガス・グリーン             |                                                 | 坂口芳貞                                                                       |
| 1997   | ドリームス・オブ・アメリカ Wild America                                        | ビッグフット               | 製作総指揮・出演（クレジットなし）              |                                                                                |
| 1997   | スイッチバック 追跡者 Switchback                                               | ボブ・グッドール           |                                                 | 麦人                                                                           |
| 1997   | レインメーカー The Rainmaker                                                   | タイロン・キプラー         | クレジットなし                                  | 麦人                                                                           |
| 1998   | リーサル・ウェポン4 Lethal Weapon 4                                            | ロジャー・マータフ         |                                                 | 坂口芳貞（ソフト版、日本テレビ版） 池田勝（テレビ朝日版、追加録音版）          |
| 1998   | アンツ Antz                                                                    | Barbatus                   | 声の出演                                        | 田中信夫                                                                       |
| 1998   | 愛されし者 Beloved                                                             | ポール・D・ガーナー        |                                                 |                                                                                |
| 1998   | プリンス・オブ・エジプト The Prince of Egypt                                   | エトロ                     | 声の出演                                        | 佐山陽規                                                                       |
| 2000   | フリーダム・ソング Freedom Song                                                | ウィル・ウォーカー         | テレビ映画 製作総指揮・出演                     |                                                                                |
| 2001   | ヴァニシング・チェイス 3 A.M.                                                  | Hershey                    | 製作総指揮・出演                                |                                                                                |
| 2001   | ザ・ロイヤル・テネンバウムズ The Royal Tenenbaums                              | ヘンリー・シャーマン       |                                                 | 坂口芳貞                                                                       |
| 2004   | ソウ Saw                                                                       | デヴィッド・タップ捜査官   |                                                 | 池田勝                                                                         |
| 2005   | マンダレイ Manderlay                                                           | ウィレルム                 |                                                 | （吹き替え版なし）                                                             |
| 2005   | アメリカの森 レニーとの約束 Missing in America                                 | ジェイク                   |                                                 |                                                                                |
| 2006   | シャギー・ドッグ The Shaggy Dog                                                | ケン・ホリスター           |                                                 | 池田勝                                                                         |
| 2006   | バーンヤード/モーモー牧場は大騒ぎ!? Barnyard                                   | マイルズ                   | 声の出演                                        |                                                                                |
| 2006   | ドリームガールズ Dreamgirls                                                    | マーティー・マディソン     |                                                 | 宝亀克寿                                                                       |
| 2007   | ザ・シューター/極大射程 Shooter                                                | アイザック・ジョンソン大佐 |                                                 | 樋浦勉                                                                         |
| 2008   | 僕らのミライへ逆回転 Be Kind Rewind                                            | フレッチャー               |                                                 | 側見民雄                                                                       |
| 2008   | ブラインドネス Blindness                                                       | 黒い眼帯の老人             |                                                 | 側見民雄                                                                       |
| 2008   | ソウ5 Saw V                                                                    |                            | カメオ出演                                      |                                                                                |
| 2009   | ミッドナイト・トレイン Night Train                                             | マイルズ                   |                                                 | 池田勝                                                                         |
| 2009   | The Harimaya Bridge はりまや橋 The Harimaya Bridge                             | ジョセフ・ホルダー         | 製作総指揮・出演                                |                                                                                |
| 2009   | 2012                                                                           | トマス・ウィルソン大統領   |                                                 | 佐々木敏                                                                       |
| 2010   | お葬式に乾杯! Death at a Funeral                                               | ラッセル                   |                                                 |                                                                                |
| 2010   | アルファ・アンド・オメガ Alpha and Omega                                       | ウィントン                 |                                                 |                                                                                |
| 2010   | ターゲット・イン・NY Five Minarets in New York                                 | マーカス                   |                                                 |                                                                                |
| 2010   | 容疑者、ホアキン・フェニックス I'm Still Here                                  | 本人                       |                                                 | （吹き替え版なし）                                                             |
| 2011   | エイジ・オブ・ザ・ドラゴン Age of the Dragons                                  | アーブ                     |                                                 |                                                                                |
| 2011   | ザ・ブラックナイト Mysteria                                                    | 捜査官                     |                                                 |                                                                                |
| 2012   | ザ・リベンジ 戦慄のマフィア Sins Expiation                                     | レナード神父               | 日本劇場未公開                                  |                                                                                |
| 2013   | ザ・ブーケ 花束に愛を込めて The Bouquet                                        | ジョン                     |                                                 |                                                                                |
| 2013   | 宇宙戦士 Space Warriors                                                        | 司令官                     |                                                 |                                                                                |
| 2013   | プリズン・ダウン Extraction                                                    | 大佐                       | 日本劇場未公開                                  |                                                                                |
| 2014   | バッド・アス ジャスティス・リターンズ Bad Asses                                | バーニー・ポープ           |                                                 | 浦山迅                                                                         |
| 2014   | シャドウ・アサシン Ninja Immovable Heart                                       | マシュー・レイノルズ       |                                                 |                                                                                |
| 2014   | トカレフ Rage                                                                  | セント・ジョン巡査         |                                                 | 廣田行生                                                                       |
| 2014   | イントゥ・ザ・ミッション S.O.S - Sights of Death                               | スポンジ                   | 日本劇場未公開                                  |                                                                                |
| 2014   | リトル・バード ボクたちの世界大冒険! Yellowbird                                | ダリウス                   | 声の出演（英語版）                              |                                                                                |
| 2014   | ザ・マミー 〜ファラオの秘宝〜 Day of the Mummy                                 | カール                     | 日本劇場未公開                                  |                                                                                |
| 2015   | ウイルスハザード Toxin                                                         | ロック博士                 | 日本劇場未公開                                  | 大塚智則                                                                       |
| 2015   | バッド・アス マッド・リベンジ Bad Asses on the Bayou                           | バーニー・ポープ           |                                                 | 浦山迅                                                                         |
| 2015   | S.W.A.T.ユニット571 人質奪還作戦 Checkmate                                     | Elohim                     | 日本劇場未公開                                  | 石原辰己                                                                       |
| 2015   | 遺伝子組み換え食品 Consumed                                                    | Hal Westbrook              |                                                 |                                                                                |
| 2015   | 必殺処刑チーム Gridlocked                                                      | サリー                     |                                                 | 秋元羊介（ソフト版、Netflix版）                                                |
| 2015   | アンドロン Andron                                                              | ゴードン総長               | 日本劇場未公開                                  | 黒澤剛史                                                                       |
| 2016   | ダーティ・グランパ Dirty Grandpa                                               | スティンキー               |                                                 |                                                                                |
| 2016   | コンプリート・アンノウン 〜私の知らない彼女〜 Complete Unknown                 | ロジャー                   |                                                 | （吹き替え版なし）                                                             |
| 2016   | ミスター・ピッグ Mr. Pig                                                       | アンブローズ               |                                                 | 池田勝                                                                         |
| 2016   | ブラッドゲーム Dark Web                                                        | ボス                       | 日本劇場未公開                                  |                                                                                |
| 2016   | 10デイズ 愛おしき日々 Pushing Dead                                             | ボブ                       |                                                 |                                                                                |
| 2016   | モンスタートラック Monster Trucks                                              | ウェザーズ                 | 日本劇場未公開                                  | 木村雅史                                                                       |
| 2017   | エクストーション 家族の値段 Extortion                                          | ハーゲン刑事               |                                                 |                                                                                |
| 2017   | バックアウト・ロード アメリカで最も呪われた通り The Curse of Buckout Road      | ローレンス・パウエル医師   | 日本劇場未公開                                  |                                                                                |
| 2018   | プラウド・メアリー Proud Mary                                                  | ベニー・スペンサー         | 日本劇場未公開                                  | 樋浦勉                                                                         |
| 2018   | ホワイト・ボイス Sorry to Bother You                                           | ラングストン               |                                                 | 大下昌之                                                                       |
| 2018   | 神の日曜日 Come Sunday                                                         | クインシー・ピアソン       |                                                 | 秋元羊介                                                                       |
| 2018   | さらば愛しきアウトロー The Old Man & the Gun                                   | テディ・グリーン           |                                                 | （吹き替え版なし）                                                             |
| 2018   | デス・レース4 アナーキー Death Race: Beyond Anarchy                            | ボルティモア・ボブ         | ビデオ作品                                      | TBA                                                                            |
| 2019   | ラストブラックマン・イン・サンフランシスコ The Last Black Man in San Francisco | グランパ・アレン           |                                                 | （吹き替え版なし）                                                             |
| 2019   | デッド・ドント・ダイ The Dead Don't Die                                        | ハンク・トンプソン         |                                                 | （吹き替え版なし）                                                             |
| 2019   | ジュマンジ/ネクスト・レベル Jumanji: The Next Level                            | マイロ・ウォーカー         | [ 7 ]                                           | 加山雄三                                                                       |
| 2021   | The Drummer                                                                    | マーク・ウォーカー         |                                                 | N/A                                                                            |
| 2022   | Press Play                                                                     | クーパー                   |                                                 | N/A                                                                            |
| 2022   | American Dreamer                                                               |                            |                                                 | N/A                                                                            |
| 2025   | プレデター: 最凶頂上決戦 Predator: Killer of Killers                           | Lieutenant Mike Harrigan   |                                                 | （吹き替え版なし）                                                             |
| TBA    | Killing Winston Jones                                                          | ワシントン・カーヴァー     | ポストプロダクション                            |                                                                                |
| TBA    | リーサル・ウェポン5 Lethal Weapon 5                                            | ロジャー・マータフ         |                                                 |                                                                                |

### テレビシリーズ
| 放映年    | 邦題 原題                                         | 役名                       | 備考                                 | 吹き替え |
| --------- | ------------------------------------------------- | -------------------------- | ------------------------------------ | -------- |
| 1981      | アメリカン・ヒーロー The Greatest American Hero   | Vice officer               | 計1話出演                            |          |
| 1981      | ヒルストリート・ブルース Hill Street Blues        | ジェシー・ジョン・ハドソン | 計4話出演                            |          |
| 1983      | 警察署長 Chiefs                                   | ピータース                 | ミニシリーズ                         | 麦人     |
| 1989      | ロンサム・ダブ Lonesome Dove                      | ジョシュア                 | ミニシリーズ                         |          |
| 1993      | クイーン Queen                                    | アレックス                 | ミニシリーズ                         |          |
| 2004      | ゲド〜戦いのはじまり〜 Earthsea                   | Ogion                      | ミニシリーズ                         | 田中信夫 |
| 2005      | ER 緊急救命室 ER                                  | チャーリー・プラット       | 計4話出演                            | 内海賢二 |
| 2007-2008 | ブラザーズ&シスターズ Brothers & Sisters          | アイザック・マーシャル     | 計6話出演                            |          |
| 2009      | マイネーム・イズ・アール My Name Is Earl          | トーマス                   | 計1話出演                            |          |
| 2010      | ヒューマン・ターゲット Human Target               | 依頼人                     | 第1シーズン第1話「超高速列車の陰謀」 |          |
| 2011      | レバレッジ 〜詐欺師たちの流儀 Leverage            | チャーリー・ローソン       | 第4シーズン第4話「ゴッホがつなぐ愛」 | 側見民雄 |
| 2011      | サイク/名探偵はサイキック? Psych                  | メル                       | 計1話出演                            |          |
| 2012      | TOUCH/タッチ Touch                                | アーサー・テラー           | 計6話出演                            | 勝部演之 |
| 2016      | クリミナル・マインド FBI行動分析課 Criminal Minds | ハンク・モーガン           | 第11シーズン第16話「デレク」         | 樋浦勉   |
| 2023      | ノーティ・ナイン The Naughty Nine                 | サンタ                     | テレビ映画                           | 池田勝   |

## 日本語吹き替え
主に担当しているのは、以下の二人である。
池田勝
『刑事ジョン・ブック 目撃者』（テレビ朝日版）以降、大半の作品で吹き替えを務めている。
グローヴァーの代表作の一つである『リーサル・ウェポン』シリーズのロジャー・マータフ役は全作品で担当しており、マーティン・リッグス演ずる磯部勉（同じくリッグス役のメル・ギブソンの吹き替えを数多く担当）との掛け合いをマシンガントークで演じた。磯部は同シリーズの池田の演技について「完璧だと思っておりました。優しさと厳しさを兼ね備えた、魅力あふれるマータフでした」とその存在感の大きさを絶賛している。同シリーズのほか『プレデター2』（テレビ朝日版）や『ソウ』といったグローヴァーの他の代表作でも池田が吹き替えを務めていたことから、「グローヴァーならこの（池田の）声！」というファンも多い。また、同業者間でも池田のグローヴァーは高い人気と支持を得ており、中村悠一は「やはり自分の中でリッグスは磯部さんだし、マータフは池田さんなんだなぁ」と自身のSNSでコメントしている。
田中信夫
『リーサル・ウェポン』（TBS版）で初担当。主に初期の作品を担当している。
このほかにも、内海賢二、坂口芳貞、麦人、樋浦勉、側見民雄、秋元羊介なども複数回、声を当てている。